# Bernardo Vieira de Souza
Bernardo Vieira de Souza, noto semplicemente come Bernardo (Sorocaba, 20 maggio 1990), è un calciatore brasiliano, centrocampista del Capixaba.

## Palmarès

### Club

#### Competizioni statali
- Campionato Mineiro: 1

Cruzeiro: 2009
- Campionato paulista: 1

Santos: 2012
- Campionato Carioca: 1

Vasco da Gama: 2015

#### Competizioni nazionali
- Copa do Nordeste: 1

Ceará: 2015